# Уэдраого, Кадре Дезире
Кадре Дезире Уэдраого (фр. Kadré Désiré Ouédraogo; род. 31 декабря 1953, Санматенга, Французская Верхняя Вольта) — политический и государственный деятель, премьер-министр Буркина-Фасо (6 февраля 1996 — 7 ноября 2000), председатель Экономического сообщества стран Западной Африки (ЭКОВАС, 2012—2016), дипломат, экономист, педагог.

## Биография
Изучал математику в Лионе (Франция). В 1977 году окончил Высшую коммерческую школу Парижа. Бакалавр экономических наук Парижского университета.
Вернувшись на родину по окончании учёбы во Франции, в октябре 1977 года начал работать в качестве советника по экономическим вопросам в Министерстве торговли и промышленности Буркина-Фасо. С 1978 по 1984 год преподавала курс аналитического учёта и управления прогнозированием в Университете Уагадугу.
Длительное время работал на руководящих должностях Экономического сообщества стран Западной Африки.
В 1993 году назначен заместителем директора Центрального банка западноафриканских государств в Дакаре, Сенегал.
С сентября 1996 по июнь 1997 года — министр экономики и финансов Буркина-Фасо.
С 6 февраля 1996 по 7 ноября 2000 года занимал пост премьер-министра Буркина-Фасо.
С 1997 года избирался членом Национального собрания (парламента) Буркина-Фасо.
С 2001 по 2011 год — Чрезвычайный и Полномочный посол Буркина-Фасо в Бельгии, Нидерландах, Люксембурге, Великобритании и Ирландии. Он также является постоянным представителем в Европейском Союзе, Международной организации по запрещению химического оружия и, с 2001 по 2004 год, во Всемирной торговой организации (ВТО).
С 2012 по 2016 год работал президентом Комиссии ЭКОВАС в Абудже и Нигерии.

## Награды
- Кавалер Большого креста Национального ордена Буркина-Фасо
- Великий офицер Национального ордена Буркина-Фасо
- Офицер Национального ордена Буркина-Фасо
- Великий офицер Национального ордена Бенина
- Командор Национального ордена Сенегала
- Командор Национального ордена Берега Слоновой Кости/Кот-д’Ивуар
- Командор Национального ордена Того